# Leendert van der Pijl
Leendert van der Pijl (Utrecht, 21 december 1903 - Den Haag, 16 april 1990) was een Nederlands botanicus. Hij bracht zijn jeugd door in Amsterdam-Watergraafsmeer, samen met zijn broers Jacob (1905-1987) en Maarten (1907-1914). In 1956 trouwde hij met (de weduwe) F.P. Witte.
Hij behaalde zijn HBS-B-diploma aan het Christelijk Lyceum aan de Moreelsestraat te Amsterdam-Zuid. Vervolgens studeerde hij van 1922 tot 1924 aan de Universiteit van Amsterdam. In 1924 behaalde hij zijn doctoraal examen en in 1933 de doctorsgraad voor zijn proefschrift over polyembryogenie bij het geslacht Eugenia. In 1924 werd hij al leraar Natuurlijke historie aan een lyceum in Arnhem. In 1927 ging Van der Pijl werken aan het Christelijke Lyceum van Bandung in Indonesië, waar hij eerst leraar en later rector werd. Hij werkte er tot 1947. Daarna werd hij hoogleraar in de Algemene Plantkunde aan de Universiteit van Indonesië, waar hij tot 1954 werkte. Hij was oprichter van de Bandungse dierentuin.
In de oorlogsjaren was hij geïnterneerd in een jappenkamp in Singapore. Vanwege moedig en verstandig gedrag - hij kon door zijn uitgebreide kennis van (geneeskrachtige) planten medegevangenen helpen - werd hij benoemd tot Ridder in de Orde van de Nederlandse Leeuw.
Na de Indische periode verhuisde hij in 1954 naar Den Haag, waar hij leraar aan een middelbare school werd. Van 1969 tot 1973 werd hij buitengewoon hoogleraar in de Plantkunde aan de Radboud Universiteit in Nijmegen. Van der Pijl was lid van de Koninklijke Academie van Wetenschappen.